# Ydes
Ydes is een gemeente in het Franse departement Cantal (regio Auvergne-Rhône-Alpes) en telt 1931 inwoners (1999). De plaats maakt deel uit van het arrondissement Mauriac.
Grote werkgever in de gemeente is Les Menuiseries du Centre, een fabriek voor houten meubelen opgericht in 1947. In 1996 had deze firma 270 werknemers.

## Geografie
De oppervlakte van Ydes bedraagt 17,4 km², de bevolkingsdichtheid is 111,0 inwoners per km².
De onderstaande kaart toont de ligging van Ydes met de belangrijkste infrastructuur en aangrenzende gemeenten.

## Demografie
Onderstaande figuur toont het verloop van het inwonertal (bron: INSEE-tellingen).

Vanwege een beveiligingsprobleem met de MediaWiki Graph-software is het momenteel niet mogelijk deze grafiek weer te geven. Zodra de software is bijgewerkt zal de grafiek vanzelf weer zichtbaar worden.